# Albi (Getränkehersteller)
albi GmbH ist ein deutscher Fruchtsafthersteller, dessen Produkte in verschiedenen Ländern Europas im Handel sind.

## Unternehmensgeschichte
Das Unternehmen wurde 1928 von Hans Rösch (sen.) in Bühlenhausen gegründet. 1949 wurden die Produkte bereits bundesweit vertrieben. In Hochdahl wurde 1960 ein zweites Werk in Betrieb genommen, dieses wurde aber 2003 wieder geschlossen. 1991 kam in Magdeburg ein weiterer Produktionsstandort dazu (Multi12), der im Herbst 2015 geschlossen wurde.
albi ist heute mit einem Jahresumsatz von rund 83 Millionen Euro einer der führenden Produzenten von Fruchtsaft in Deutschland. Seit 1997 werden albi-Säfte auch ins europäische Ausland exportiert. 2008 hat albi seine komplette Produktpalette und sein Firmenlogo einem Relaunch unterzogen.
Im Dezember 2017 wurde albi von Edeka übernommen. Die vor der Übernahme kurzzeitig eingestellte Produktion wurde seitdem wieder hochgefahren. Als Reaktion auf die Übernahme durch den Konkurrenten Edeka nahmen zahlreiche Supermarktketten, darunter Rewe, Metro, Kaufland und Lidl die albi-Säfte aus dem Sortiment. Aufgrund dadurch weiter gesunkener Absatzzahlen gab Edeka weniger als ein Jahr später, im November 2018 bekannt, dass das Werk in Berghülen im März 2019 geschlossen werden soll. Die Produktion wurde an einen bestehenden EDEKA-Produktionsstandort in Rostock verlagert.
In den Jahren 2021 bis 2022 geriet der Hersteller in Kritik, da Edeka und dessen Discounter-Tochter Netto Marken-Discount nach gescheiterten Preisgesprächen Säfte in PET-Flaschen des Herstellers Eckes-Granini ausgelistet und die Regalplätze mit einem Nachahmerprodukt, welches bei albi in Auftrag gegeben wurde, gefüllt hatten. Nachdem es im Januar 2021 bereits eine einstweilige Verfügung gegen Netto Marken-Discount gab, unterlag Edeka im Januar 2022 in einer Klage von Eckes-Granini wegen Designrechtsverletzung.

## Produktsortiment
albi bietet im Bereich Fruchtsaft ein breites Sortiment an Frucht-, Gemüse- und Multivitaminsäften an. Diese werden in Getränkekartons, Mehrweg-Glasflaschen, Glas-Einwegflaschen und rPET-Flaschen angeboten. Das Produktangebot umfasst Klassiker wie Apfel oder Orange, aber auch exotische Sorten wie Mango-Maracuja-Orange sowie Säfte und Nektare, hergestellt aus Obst und Gemüse aus deutschem Anbau – wie etwa Rhabarber oder Birne.